# 疑神疑鬼
《疑神疑鬼》是一部2005年上映的中國恐怖片，由邱禮濤导演，大陆演员刘烨、龚蓓苾和台湾女星大S出演。
该片由中国电影集团公司制片，拍摄成本高达60万美元，创造了国产恐怖片的纪录。

## 情节
年轻母亲林晓月，带着年幼的女儿逃离家暴丈夫，她在一座新公寓楼租了一套房，邻居却告诉她，公寓里有一位年轻母亲的鬼魂，她把女儿从窗户扔出去，自己跳楼身亡了。
林晓月听完很后悔搬家。
一系列奇怪的事情，让她相信真的有一个鬼魂，这个鬼魂在林晓月面前现身，告诉她，她也有一天会以同样的方式杀人和自杀。
一名男邻居帮助她赶走追踪妻女而来的丈夫，林晓月在他身上找到一些安慰，但是这位邻居和其他几位居民似乎并不正常。
一天深夜，林晓月的丈夫带着两个恶棍来到公寓，想强行把女儿带回来，林晓月发现自己站在阳台上，在鬼魂的鼓励下，考虑是否要把女儿和自己扔下，以阻止虐待她的丈夫把她和女儿分开。
警察来了，林晓月被送进了精神病院。

## 主演
- 刘烨
- 大S
- 龚蓓苾
- 战易琳
- 王勇儿
- 胡歌[2][3]